# Лидия Шулева
Лидия Сантова Шулева е български политик от партията Национално движение за стабилност и възход (НДСВ), вицепремиер на България между 2001 и 2005 г., министър на труда и социалната политика между 24 юли 2001 и 17 юли 2003 г. и министър на икономиката между 17 юли 2003 и 23 февруари 2005 г.

## Биография

### Образование
Родена е на 23 декември 1956 г. във Велинград, област Пазарджик, България. Завършва електроника във ВМЕИ „В. И. Ленин“, София (1980), както и следдипломно обучение във ВИИ „Карл Маркс“ (УНСС), София през 1990-те години.
След дипломирането си във ВМЕИ работи като инженер. В началото на 1990-те г. започва частен бизнес, става оценител на предприятия за приватизация. От 1996 до 2001 г. е изпълнителен директор на Приватизационен фонд „Албена инвест“, преобразуван в „Албена инвест холдинг“.

### Политическа кариера
На 24 юли 2001 г. е избрана за заместник министър-председател и министър на труда и социалната политика в правителството на Симеон Сакскобургготски, а от 17 юли 2003 до 23 февруари 2005 г. за заместник министър-председател и министър на икономиката.
В началото на 2005 г. Шулева предизвиква огромен политически скандал, като се опитва да осъществи сделка за приватизация на „Булгартабак“ в нарушение на приетата от Народното събрание стратегия. Под неин натиск НДСВ блокира парламентарния контрол и исканията на опозицията за дебат по темата. В резултат се стига до предсрочното освобождаване на председателя на XXXIX НС Огнян Герджиков. През февруари 2005 г. Шулева е освободена от вицепремиерския пост.
Въпреки че на следващия ден тази новина е представена във в. „24 часа“ със заглавие „Махат я от правителството, става царица в партията“, Шулева постепенно изпада в изолация, губи политическото си влияние и лидерът на НДСВ Симеон Сакскобургготски снема доверието си от нея. През 2007 г. след отстраняването на Пламен Панайотов от ръководните постове в НДСВ Шулева напуска жълтата партия заедно с още 15 отцепници и създават парламентарна група „Българска нова демокрация“.